# Missão: Impossível (série de filmes)
| Mission: Impossible       | Mission: Impossible                                                                                    |
| ------------------------- | --- |
| Official film series logo | |
| Based on                  | Mission: Impossible by Bruce Geller                                                                    |
| Produced by               | Tom Cruise Paula Wagner (1–3) J. J. Abrams (4–6) Christopher McQuarrie (6–8)                           |
| Starring                  | Tom Cruise Ving Rhames Henry Czerny (1, 7–8) Simon Pegg (3–8) Rebecca Ferguson (5–7)                   |
| Production companies      | Paramount Pictures Cruise/Wagner Productions (1–3) Skydance (4–8) TC Productions (4–8) Bad Robot (4–6) |
| Distributed by            | Paramount Pictures                                                                                     |
| Release date              | 1996–present                                                                                           |
| Running time              | 1103 minutes                                                                                           |
| Country                   | United States                                                                                          |
| Language                  | English                                                                                                |
| Budget                    | $1.5 billion (8 films)                                                                                 |
| Box office                | $4.73 billion (8 films)                                                                                |

 
"Missão: Impossível" é uma franquia americana de filmes de ação e espionagem, baseada na série de TV de 1966 criada por Bruce Geller. A produção é liderada principalmente por Tom Cruise, que também interpreta Ethan Hunt, um agente da Força Missão Impossível (FMI). Ao longo dos anos, os filmes contaram com diferentes diretores, roteiristas e compositores, sempre mantendo como referência o icônico tema musical criado por Lalo Schifrin para a série original. .
Iniciada em 1996, a franquia acompanha as missões da principal equipe de campo do FMI, liderada por Ethan Hunt, em sua luta para deter forças inimigas e evitar desastres globais iminentes. A trama tem como foco o personagem de Hunt e, assim como na série de televisão original, conta com um elenco de apoio de destaque. Entre os personagens recorrentes estão Luther Stickell (Ving Rhames) e Benji Dunn (Simon Pegg), que desempenham papéis fundamentais nas missões.
A franquia recebeu, ao longo dos anos, uma recepção geralmente positiva tanto da crítica quanto do público. Atualmente, é a 16ª série de filmes de maior bilheteria de todos os tempos, acumulando mais de US$ 4,35 bilhões em todo o mundo, e é frequentemente considerada uma das melhores franquias de ação já produzidas. O sexto longa, intitulado Fallout, foi lançado em 27 de julho de 2018 e continua sendo o filme de maior bilheteria da série. Já o sétimo título, Dead Reckoning – Parte Um, chegou aos cinemas em julho de 2023, enquanto o oitavo filme, The Final Reckoning, estreou no final de maio de 2025. Toda a franquia é coproduzida e distribuída pela Paramount Pictures.

## Filmes
| Filme                                             | Data de lançamento nos EUA | Diretor               | Roteirista(s)                           | História de                             | Produtores                                                                    |
| ------------------------------------------------- | -------------------------- | --------------------- | --------------------------------------- | --------------------------------------- | ----------------------------------------------------------------------------- |
| Missão: Impossível                                | 22 de maio de 1996         | Brian De Palma        | David Koepp e Robert Towne              | David Koepp e Steven Zaillian           | Tom Cruise e Paula Wagner                                                     |
| Missão: Impossível 2                              | 24 de maio de 2000         | John Woo              | Robert Towne                            | Brannon Braga e Ronald D. Moore         | Tom Cruise e Paula Wagner                                                     |
| Missão: Impossível III                            | 5 de maio de 2006          | JJ Abrams             | JJ Abrams, Roberto Orci e Alex Kurtzman | JJ Abrams, Roberto Orci e Alex Kurtzman | Tom Cruise e Paula Wagner                                                     |
| Missão: Impossível – Protocolo Fantasma           | 16 de dezembro de 2011     | Brad Bird             | André Nemec e Josh Appelbaum            | André Nemec e Josh Appelbaum            | Tom Cruise, Bryan Burk e JJ Abrams                                            |
| Missão: Impossível – Nação Secreta                | 31 de julho de 2015        | Christopher McQuarrie | Christopher McQuarrie                   | Drew Pearce e Christopher McQuarrie     | Tom Cruise, Bryan Burk, Don Granger, JJ Abrams, Dana Goldberg e David Ellison |
| Missão: Impossível – Efeito Fallout               | 27 de julho de 2018        | Christopher McQuarrie | Christopher McQuarrie                   | Christopher McQuarrie                   | Tom Cruise, Jake Myers, JJ Abrams e Christopher McQuarrie                     |
| Missão: Impossível – Estimativa de Valor Parte Um | 12 de julho de 2023        | Christopher McQuarrie | Christopher McQuarrie e Erik Jendresen  | Christopher McQuarrie e Erik Jendresen  | Tom Cruise e Christopher McQuarrie                                            |
| Missão: Impossível – O Ajuste de Contas Final     | 23 de maio de 2025         | Christopher McQuarrie | Christopher McQuarrie e Erik Jendresen  | Christopher McQuarrie e Erik Jendresen  | Tom Cruise e Christopher McQuarrie                                            |

### Missão: Impossível(1996)
Ethan Hunt é incriminado pelo assassinato de sua equipe da Força Missão Impossível (FMI) durante uma missão fracassada em Praga e acusado de vender segredos do governo a um traficante de armas conhecido apenas como "Max". Em fuga, Ethan busca descobrir o verdadeiro traidor e limpar seu nome do incidente.

### Missão: Impossível 2(2000)
Ethan Hunt volta à ativa e trabalha com a ladra profissional Nyah Nordoff-Hall ( Thandiwe Newton ). A dupla se disfarça para impedir que o agente desonesto da IMF, Sean Ambrose ( Dougray Scott ) (que também é ex-amante de Nyah), roube um vírus mortal, inicie uma pandemia e venda o antídoto para quem pagar mais.

### Missão: Impossível III(2006)
Ethan está noivo de Julia Meade ( Michelle Monaghan ), que desconhece sua verdadeira profissão. Ele reúne uma equipe para enfrentar o ardiloso corretor de armas e informações Owen Davian ( Philip Seymour Hoffman ), que pretende vender um objeto misterioso e perigoso conhecido como "Pé de Coelho"..

### Missão: Impossível – Protocolo Fantasma(2011)
Ethan e toda a IMF são acusados do atentado ao Kremlin enquanto investigam um indivíduo conhecido apenas como "Cobalt" ( Michael Nyqvist ). Ethan e outros três agentes são responsáveis por impedir que Cobalt inicie uma guerra nuclear global.

### Missão: Impossível – Nação Secreta(2015)
Ethan Hunt é ameaçado pelo Sindicato. Diante da dissolução do FMI, Hunt reúne sua equipe para a missão de provar a existência do Sindicato e derrubá-lo a qualquer custo.

### Missão: Impossível – Efeito Fallout(2018)
Quando uma missão do FMI para recuperar plutônio dá errado, o mundo se vê diante da ameaça dos Apóstolos, um grupo terrorista formado por ex-membros do Sindicato. Quando Ethan Hunt assume a responsabilidade de cumprir a missão original, a CIA começa a questionar sua lealdade e seus motivos.

### Missão: Impossível – Estimativa Parte Um(2023)[a]
Uma IA chamada Entidade é responsável pelo naufrágio do submarino russo de última geração Sevastopol . Desde então, a Entidade se tornou desonesta e se entrincheirou no ciberespaço ; o segredo para detê-la ou controlá-la está na chave, que Ethan Hunt e a IMF precisam encontrar, enquanto várias potências mundiais e forças nefastas correm para obtê-la e usar a Entidade para seus próprios fins.

### Missão: Impossível – O Acerto de Contas Final(2025)
Dois meses depois, Ethan Hunt e o FMI, unidos a novos aliados, continuam a busca pela Entidade, com o objetivo de destruí-la antes que ela possa desencadear um apocalipse nuclear .
Em junho de 2023, Christopher McQuarrie afirmou que Dead Reckoning Parte Um e The Final Reckoning não encerrariam a série, pois há desenvolvimentos para futuras parcelas.  Em julho de 2023, durante a promoção de Dead Reckoning Parte Um,  Cruise expressou interesse em continuar a fazer mais filmes da série como Ethan Hunt, apesar de ambos os filmes terem sido anteriormente anunciados como uma despedida do personagem.  Inspirado pelo sucesso contínuo de Harrison Ford nos filmes de Indiana Jones, Cruise afirmou que gostaria de continuar fazendo filmes de Missão: Impossível até que também estivesse na casa dos oitenta.  No entanto, em maio de 2025, durante a estreia em Nova York de The Final Reckoning, Cruise confirmou que o filme seria seu último filme na série, afirmando "O filme é o final! Não é chamado de 'final' à toa". 

## Elenco e personagens recorrentes
Esta seção inclui personagens que aparecerão ou apareceram em mais de dois filmes nas séries.
- Uma cor cinza escura vazia indica que o personagem não estava no filme.
- A indica uma aparição através de imagens de arquivo ou áudio.
- C indica uma participação especial.
- P indica uma aparição em fotografias na tela.
- U indica uma aparição sem créditos.
- V indica um papel apenas de voz.

| Character                         |                                 |                                 |                     |                                 |                    |                        |                     |                     |
| Character                         | Mission: Impossible             | 2                               | III                 | Ghost Protocol                  | Rogue Nation       | Fallout                | Dead Reckoning      | The Final Reckoning |
| Character                         | 1996                            | 2000                            | 2006                | 2011                            | 2015               | 2018                   | 2023                | 2025                |
| --------------------------------- | ------------------------------- | ------------------------------- | ------------------- | ------------------------------- | ------------------ | ---------------------- | ------------------- | ------------------- |
| Ethan Hunt                        | Tom Cruise                      | Tom Cruise                      | Tom Cruise          | Tom Cruise                      | Tom Cruise         | Tom Cruise             | Tom Cruise          | Tom Cruise          |
| Luther Stickell                   | Ving Rhames                     | Ving Rhames                     | Ving Rhames         | Ving RhamesUC                   | Ving Rhames        | Ving Rhames            | Ving Rhames         | Ving Rhames         |
| The Voice on Tape                 | Henry Czerny                    | Anthony HopkinsV                | Billy CrudupV       | Teddy NewtonV                   | Teddy NewtonV      | Christopher McQuarrieV | Henry Czerny        | Angela Bassett      |
| Eugene Kittridge                  | Henry Czerny                    | colspan="5" Predefinição:CEmpty | Henry Czerny        |                                 |                    |                        | Henry Czerny        |                     |
| William Donloe                    | Rolf Saxon                      | colspan="6" Predefinição:CEmpty | Rolf Saxon          |                                 |                    |                        |                     |                     |
| The Contact                       | Andreas Wisniewski              | colspan="2" Predefinição:CEmpty | Andreas WisniewskiC | colspan="4" Predefinição:CEmpty |                    |                        |                     |                     |
| Jim Phelps                        | Jon Voight                      | colspan="6" Predefinição:CEmpty | Jon VoightUA        |                                 |                    |                        |                     |                     |
| Benji Dunn                        | colspan="2" Predefinição:CEmpty | Simon Pegg                      | Simon Pegg          | Simon Pegg                      | Simon Pegg         | Simon Pegg             | Simon Pegg          |                     |
| Julia Meade                       | colspan="2" Predefinição:CEmpty | Michelle Monaghan               | Michelle MonaghanUC | Predefinição:CEmpty             | Michelle Monaghan  | Predefinição:CEmpty    | Michelle MonaghanUA |                     |
| William Brandt                    | colspan="3" Predefinição:CEmpty | Jeremy Renner                   | Jeremy Renner       | colspan="2" Predefinição:CEmpty | Jeremy RennerUA    |                        |                     |                     |
| Ilsa Faust                        | colspan="4" Predefinição:CEmpty | Rebecca Ferguson                | Rebecca Ferguson    | Rebecca Ferguson                | Rebecca FergusonUA |                        |                     |                     |
| Solomon Lane                      | colspan="4" Predefinição:CEmpty | Sean Harris                     | Sean Harris         | Predefinição:CEmpty             | Sean HarrisUAV     |                        |                     |                     |
| Secretary Alan Hunley             | colspan="4" Predefinição:CEmpty | Alec Baldwin                    | Alec Baldwin        | colspan="1" Predefinição:CEmpty | Alec BaldwinUA     |                        |                     |                     |
| Alanna Mitsopolis The White Widow | colspan="5" Predefinição:CEmpty | Vanessa Kirby                   | Vanessa Kirby       | Vanessa KirbyUAV                |                    |                        |                     |                     |
| Zola Mitsopolis                   | colspan="5" Predefinição:CEmpty | Frederick Schmidt               | Frederick Schmidt   | Predefinição:CEmpty             |                    |                        |                     |                     |
| Erika Sloane                      | colspan="5" Predefinição:CEmpty | Angela Bassett                  | Angela BassettUP    | Angela Bassett                  |                    |                        |                     |                     |
| Denlinger                         | colspan="6" Predefinição:CEmpty | Cary Elwes                      | Cary Elwes          |                                 |                    |                        |                     |                     |
| Grace                             | colspan="6" Predefinição:CEmpty | Hayley Atwell                   | Hayley Atwell       |                                 |                    |                        |                     |                     |
| Jim Phelps Jr. Jasper Briggs      | colspan="6" Predefinição:CEmpty | Shea Whigham                    | Shea Whigham        |                                 |                    |                        |                     |                     |
| Theo Degas                        | colspan="6" Predefinição:CEmpty | Greg Tarzan Davis               | Greg Tarzan Davis   |                                 |                    |                        |                     |                     |
| Gabriel                           | colspan="6" Predefinição:CEmpty | Esai Morales                    | Esai Morales        |                                 |                    |                        |                     |                     |
| Paris                             | colspan="6" Predefinição:CEmpty | Pom Klementieff                 | Pom Klementieff     |                                 |                    |                        |                     |                     |
| Marie                             | colspan="6" Predefinição:CEmpty | Mariela Garriga                 | Mariela Garriga     |                                 |                    |                        |                     |                     |
| Head of the NSA                   | colspan="6" Predefinição:CEmpty | Mark Gatiss                     | Mark Gatiss         |                                 |                    |                        |                     |                     |
| Head of the NRO                   | colspan="6" Predefinição:CEmpty | Charles Parnell                 | Charles Parnell     |                                 |                    |                        |                     |                     |

## Detalhes adicionais da equipe e da produção
| Filme                                         | Tripulação/Detalhes    | Tripulação/Detalhes   | Tripulação/Detalhes            | Tripulação/Detalhes                                                                            | Tripulação/Detalhes     | Tripulação/Detalhes | Tripulação/Detalhes |
| Filme                                         | Compositor             | Diretor de fotografia | Editor(es)                     | Empresas de produção                                                                           | Empresas distribuidoras | Tempo de execução   |                     |
| --------------------------------------------- | ---------------------- | --------------------- | ------------------------------ | ---------------------------------------------------------------------------------------------- | ----------------------- | ------------------- | ------------------- |
| Missão: Impossível                            | Danny Elfman           | Stephen H. Burum      | Paulo Hirsch                   | Paramount Pictures Cruise/Wagner Productions                                                   | Paramount Pictures      | 110 minutos         |                     |
| Missão: Impossível 2                          | Hans Zimmer            | Jeffrey L. Kimball    | Steven Kemper Christian Wagner | Paramount Pictures Cruise/Wagner Productions Parceiros e Companhia de Cinema de Munique        | Paramount Pictures      | 124 minutos         |                     |
| Missão: Impossível III                        | Michael Giacchino      | Dan Mindel            | Mary Jo Markey Maryann Brandon | Paramount Pictures Cruise/Wagner Productions O Grupo de Filmes da Quarta Companhia de Produção | Paramount Pictures      | 126 minutos         |                     |
| Missão: Impossível – Protocolo Fantasma       | Michael Giacchino      | Robert Elswit         | Paulo Hirsch                   | TC Produções Mídia Skydance Paramount Pictures Robô ruim                                       | Paramount Pictures      | 133 minutos         |                     |
| Missão: Impossível – Nação Secreta            | Joe Kraemer            | Robert Elswit         | Eddie Hamilton                 | TC Produções Mídia Skydance Paramount Pictures Robô ruim                                       | Paramount Pictures      | 131 minutos         |                     |
| Missão: Impossível – Efeito Fallout           | Lorne Balfe            | Rob Hardy             | Eddie Hamilton                 | TC Produções Mídia Skydance Paramount Pictures Robô ruim                                       | Paramount Pictures      | 147 minutos         |                     |
| Missão: Impossível – Estimativa               | Lorne Balfe            | Fraser Taggart        | Eddie Hamilton                 | TC Produções Mídia Skydance Paramount Pictures                                                 | Paramount Pictures      | 163 minutos         |                     |
| Missão: Impossível – O Ajuste de Contas Final | Max Aruj Alfie Godfrey | Fraser Taggart        | Eddie Hamilton                 | TC Produções Mídia Skydance Paramount Pictures                                                 | Paramount Pictures      | 170 minutos         |                     |

## Recepção

### Desempenho de bilheteria
| Filme                                         | Data de lançamento nos EUA | Orçamento              | Bilheteria bruta | Bilheteria bruta | Bilheteria bruta |
| Filme                                         | Data de lançamento nos EUA | Orçamento              | Doméstico        | Internacional    | Mundialmente     |
| --------------------------------------------- | -------------------------- | ---------------------- | ---------------- | ---------------- | ---------------- |
| Missão: Impossível                            | 22 de maio de 1996         | US$ 80 milhões         | $ 180.981.856    | $ 276.714.535    | $ 457.696.391    |
| Missão: Impossível 2                          | 24 de maio de 2000         | US$ 125 milhões        | $ 215.409.889    | $ 330.978.219    | $ 546.388.108    |
| Missão: Impossível III                        | 5 de maio de 2006          | US$ 150 milhões        | $ 134.029.801    | $ 264.449.696    | $ 398.479.497    |
| Missão: Impossível – Protocolo Fantasma       | 16 de dezembro de 2011     | US$ 145 milhões        | $ 209.397.903    | $ 485.315.477    | $ 694.713.380    |
| Missão: Impossível – Nação Secreta            | 31 de julho de 2015        | US$ 150 milhões        | $ 195.042.377    | $ 487.674.259    | $ 682.716.636    |
| Missão: Impossível – Efeito Fallout           | 27 de julho de 2018        | US$ 178 milhões        | $ 220.159.104    | $ 571.498.294    | $ 791.657.398    |
| Missão: Impossível – Estimativa               | 12 de julho de 2023        | US$ 291 milhões        | $ 172.640.980    | $ 398.484.455    | $ 571.125.435    |
| Missão: Impossível – O Ajuste de Contas Final | 23 de maio de 2025         | US$ 300–400 milhões    | $ 196.787.279    | $ 395.300.000    | $ 592.087.279    |
| Total                                         | Total                      | US$ 1,419–1,519 bilhão | $ 1,524,449,189  | $ 3,210,414,935  | $ 4,734,864,124  |

### Resposta crítica e pública
A franquia de filmes Missão: Impossível recebeu avaliações positivas tanto da crítica quanto do público. Do longa Protocolo Fantasma até Dead Reckoning – Parte Um, a série conquistou elogios expressivos por sua direção, cinematografia, cenas de ação e acrobacias impressionantes, além das atuações marcantes e das trilhas sonoras envolventes.
| Filme                                     | Tomates podres       | Metacrítico        | CinemaScore |
| ----------------------------------------- | -------------------- | ------------------ | ----------- |
| Mission: Impossible                       | 65% (159 avaliações) | 59 (29 avaliações) | B+          |
| Mission: Impossible 2                     | 57% (211 avaliações) | 59 (40 avaliações) | B           |
| Mission: Impossible III                   | 73% (248 avaliações) | 66 (42 avaliações) | A−          |
| Mission: Impossible – Ghost Protocol      | 94% (250 avaliações) | 73 (47 avaliações) | A−          |
| Mission: Impossible – Rogue Nation        | 94% (326 avaliações) | 75 (46 avaliações) | A−          |
| Mission: Impossible – Fallout             | 98% (443 avaliações) | 87 (60 avaliações) | A           |
| Mission: Impossible – Dead Reckoning      | 96% (435 avaliações) | 81 (66 avaliações) | A           |
| Mission: Impossible – The Final Reckoning | 80% (392 avaliações) | 67 (57 avaliações) | A−          |

## Música
A versão para a televisão está em um formato raramente usado <span about="#mwt262" class="serif-fonts" data-cx="[{&quot;adapted&quot;:true,&quot;partial&quot;:false,&quot;targetExists&quot;:true,&quot;mandatoryTargetParams&quot;:[],&quot;optionalTargetParams&quot;:[]}]" data-mw="{&quot;parts&quot;:[{&quot;template&quot;:{&quot;target&quot;:{&quot;wt&quot;:&quot;Compasso&quot;,&quot;href&quot;:&quot;./Predefinição:Compasso&quot;},&quot;params&quot;:{&quot;1&quot;:{&quot;wt&quot;:&quot;5&quot;},&quot;2&quot;:{&quot;wt&quot;:&quot;4&quot;}},&quot;i&quot;:0}}]}" data-ve-no-generated-contents="true" id="mwA5g" style="font-family: 'Georgia Pro', Georgia, 'DejaVu Serif', Times, 'Times New Roman', FreeSerif, 'DejaVu Math TeX', 'URW Bookman L', serif;" typeof="mw:Transclusion"><span class="nowrap"><span style="display:inline-block;margin-bottom:-0.3em;vertical-align:-0.4em;line-height:0.85em;font-size:80%;text-align:center"><sup style="font-size:inherit;line-height:inherit;vertical-align:baseline"><b>5</b></sup><br><br><br><br> <sub style="font-size:inherit;line-height:inherit;vertical-align:baseline"><b>4</b></sub></span></span></span> tempos (uma assinatura de tempo incomum com cinco semínimas por compasso ) e é difícil de dançar,  como foi demonstrado por um segmento memorável do American Bandstand em que dançarinos adolescentes foram pegos de surpresa pela interpretação de Dick Clark do single lançado por Lalo Schifrin .
A música tema de abertura dos oito filmes são interpretações estilizadas do tema icônico original de Schifrin, preservando o 5
4 ritmos, por Danny Elfman, Hans Zimmer, Michael Giacchino, Joe Kraemer, Lorne Balfe, Max Aruj e Alfie Godfrey, respectivamente. 
Para a versão de Adam Clayton e Larry Mullen Jr. apresentada na trilha sonora do primeiro filme, a fórmula de compasso foi alterada para pop padrão 4
4 vezes para torná-lo mais amigável à dança, embora a introdução ainda esteja em 5
4 vezes.  A música " Take a Look Around " do Limp Bizkit da trilha sonora do segundo filme foi definida para um tempo semelhante de 4
4 modificações do tema, com um interlúdio em 5
4 . 

## Links externos
- Série Missão: Impossível nas bilheterias, da The Numbers